# フェニルエチルマロンアミド
フェニルエチルマロンアミド（英語: phenylethylmalonamide、PEMA）は、抗てんかん薬のプリミドンの活性代謝物であるが、別の活性代謝物であるフェノバルビタールよりはるかに低濃度で生成する。